# Евгений Максимилианович, 5-й герцог Лейхтенбергский
Светлейший князь Евге́ний Максимилиа́нович Рома́новский, 5-й герцог Лейхтенбергский (27 января [8 февраля] 1847, Санкт-Петербург — 18 [31]  августа 1901, Санкт-Петербург) — член Российского Императорского Дома (с 1852 года титуловался «Ваше Императорское Высочество»). Генерал от инфантерии (с 1898), генерал-адъютант.

## Биография
Родился 27 января (8 февраля) 1847 года и был пятым ребёнком и вторым сыном в семье великой княгини Марии Николаевны и герцога Максимилиана Лейхтенбергского. Внук императора Николая I и правнук Жозефины Богарне. Назван в честь деда Эжена Богарне. В декабре 1852 года указом императора Николая I получил титул Императорского Высочества и князя Рома́новского.
С рождения зачислен в списки лейб-гвардии Преображенский и лейб-гвардии Уланский полков, в 1855 году — в стрелковый Императорской Фамилии батальон. Получил военное образование.
В 1867 году произведён в корнеты лейб-гвардии Уланского полка. В 1872 году участвовал в походе на Хиву и за отличие был награждён орденом Святого Георгия IV степени «…за отличное мужество и храбрость, оказанные в делах против хивинцев, 13, 15 и 17 июля 1873 года». Также ему была вручена золотая сабля, он был пожалован флигель-адъютантом к Его Императорскому Величеству и зачислен в Оренбургское казачье войско.
В 1874 году произведён в полковники и стал командовать 5-м гусарским Александрийским полком (до 1877 года). Участвовал в русско-турецкой войне. В 1877 году в распоряжении главнокомандующего Дунайской армией, затем в составе войск под командованием И. В. Гурко.
За отличие был произведён в генерал-майоры с назначением в свиту и пожалован орденом Святого Владимира III степени с мечами, зачислен в Астраханский полк. По окончании боевых действий командовал 2-й, затем 1-й бригадами 2-й кавалерийской дивизии. С 1886 года — генерал-лейтенант. В 1888—93 годах начальник 37-й пехотной дивизии. Затем состоял в распоряжении главнокомандующего войсками гвардии и Петербургского военного округа. Владелец Мариинского дворца в Санкт-Петербурге, Румянцевского дворца, Дворца Лейхтенбергских в Сергиевке.
Скончался 18 (31) августа 1901 года и похоронен в Исидоровской церкви Александро-Невской лавры. По отзыву А. А. Половцова, герцог Лейхтенбергский был лишенным всякого нравственного чувства негодяем, промышлявшим тем, что великий князь Алексей Александрович был без памяти влюблен в его вторую жену герцогиню Богарне, которая вместе с мужем вытягивала из великого князя как можно больше денег.

## Брак и дети
Первый раз 9 января 1869 года во Флоренции Евгений Максимилианович женился морганатическим браком на Дарье Константиновне Опочининой (7 марта 1845 — 7 марта 1870) (правнучке М. И. Кутузова), которая получила титул графини Богарне. Давая разрешение на этот брак, император Александр II сказал цесаревичу Александру: «Я дал согласие на брак Евгения, поскольку не вижу никакого реального препятствия. Лейхтенберги не великие князья, и мы можем не беспокоиться об упадке их рода, который ничуть не задевает нашей страны». Брак был недолгим, в 1870 году Дарья Константиновна скончалась при родах, оставив дочь Дарью.
Вторым браком в 1878 году в Петергофе Евгений Максимилианович женился на двоюродной сестре первой супруги — Зинаиде Дмитриевне Скобелевой (1856—1899), сестре генерала Михаила Скобелева. Зинаида Дмитриевна получила титул графини Богарнэ (1878) и герцогини Лейхтенбергской с титулом светлости (с 1889). Этот брак был бездетным.

## Военные чины и свитские звания
- В службу вступил (27.01.1847)[4]
- Корнет (27.01.1867)
- Поручик (30.08.1867)
- Штабс-ротмистр (30.08.1869)
- Ротмистр (21.05.1870)
- Флигель-адъютант (1873)
- Полковник (19.02.1874)
- Генерал-майор Свиты (03.07.1877) за боевое отличие
- Генерал-лейтенант (30.08.1886)
- Генерал-адъютант (1897)
- Генерал от инфантерии (29.05.1898)

## Награды
российские:
- Орден Святого Андрея Первозванного (1847)
- Орден Святого Александра Невского (1847)
- Орден Белого Орла (1847)
- Орден Святой Анны 1 ст. (1847)
- Орден Святого Станислава 1 ст. (1865)
- Орден Святого Владимира 4 ст. (1871)
- Орден Святого Георгия 4 ст. (1873)
- Золотая сабля «За храбрость» (1873)
- Орден Святого Владимира 3 ст. (1877)
- Орден Святого Владимира 2 ст. (1880)

иностранные:
- Итальянский Орден Святых Маврикия и Лазаря 1 ст. (1874)
- Австрийский Военный орден Марии Терезии (1874)
- Турецкий Орден Османие 1 ст. (1879)
- Румынский Железный Крест (1879)
- Сербский Орден Таковского креста 1 ст. (1879)
- Черногорский Орден за храбрость (1879)
- Прусский Орден Красного Орла 1 ст. (1890)
- Французский Орден Почётного Легиона 1 ст. (1895)